# 399 km (rejon newelski)
399 km (ros. 399 км) – przystanek kolejowy w miejscowości Turiczino, w rejonie newelskim, w obwodzie pskowskim, w Rosji. Położony jest na linii Newel - Połock.